# بخش د زارات
بخش د زارات (به اسپانیایی: Partido de Zárate) یک منطقهٔ مسکونی در آرژانتین است که در استان بوئنوس آیرس واقع شده‌است. بخش د زارات ۱٬۲۰۲ کیلومتر مربع مساحت و ۱۰۱٬۲۷۱ نفر جمعیت دارد.